# Indeterminação
A indeterminação, em filosofia, pode referir-se tanto a conceitos científicos e matemáticos comuns de incerteza e suas implicações quanto a outro tipo de indeterminação decorrente da natureza da definição ou significado. Relaciona-se com o desconstrucionismo e com a crítica de Nietzsche ao númeno kantiano.

## Indeterminação na filosofia

### Introdução
O problema da indeterminação surge quando se observa a eventual circularidade de praticamente todas as definições possíveis. É fácil encontrar loops de definição em qualquer dicionário, porque essa parece ser a única maneira de certos conceitos, e geralmente muito importantes, como o de existência, pode ser definido no idioma Inglês. Uma definição seria  uma coleção de outras palavras, e em qualquer dicionário finito, se alguém continuar a seguir o rastro de Palavras em busca do significado preciso de qualquer termo, inevitavelmente encontrará essa indeterminação linguística.
Filósofos e cientistas geralmente tentam eliminar termos indeterminados de seus argumentos, já que qualquer coisa indeterminada é inquantificável e não testável; da mesma forma, qualquer hipótese que consiste em uma afirmação das propriedades de algo inquantificável ou indefinível não pode ser falsificada e, assim, não pode ser considerada apoiada por evidências que não a falsificem. Isso está relacionado às discussões de Popper sobre a falsificabilidade em seus trabalhos sobre o método científico . A quantificabilidade dos dados coletados durante um experimento é central para o método científico, uma vez que conclusões confiáveis só podem ser tiradas de experimentos replicáveis e, para estabelecer um acordo de observação, os cientistas devem ser capazes de quantificar evidências experimentais.

### Kant e os perigos do posicionamento da "coisa em si"
Immanuel Kant involuntariamente propôs uma resposta a esta questão em sua Crítica da Razão Pura, afirmando que deve "existir" uma " coisa em si " – uma coisa que é a causa dos fenômenos, mas não um fenômeno em si. Mas, por assim dizer, "aproximações" de "coisas em si" surgem em muitos modelos de fenômenos empíricos. Singularidades em física, como singularidades gravitacionais, certos aspectos dos quais (por exemplo, sua não quantificabilidade)  pode parecer quase espelhar vários "aspectos" da proposta "coisa em si", são geralmente eliminados (ou são feitas tentativas de eliminá-los) em modelos mais novos e mais precisos do universo.  As definições de vários transtornos psiquiátricos decorrem, segundo filósofos que se valem da obra de Michel Foucault, de uma crença de que algo inobservável e indescritível está fundamentalmente "errado" com a mente de quem sofre de tal transtorno. Os proponentes do tratamento foucaultiano do conceito de insanidade afirmam que é preciso apenas tentar quantificar várias características de tais transtornos como apresentadas no Manual Diagnóstico e Estatístico de hoje - por exemplo, delírio, um dos critérios diagnósticos que deve ser exibido por um paciente se ou ela deve ser considerada como tendo esquizofrenia - para descobrir que o campo de estudo conhecido como psicologia anormal se baseia em conceitos indeterminados para definir virtualmente cada "transtorno mental" que descreve. A qualidade que torna uma crença uma ilusão é indeterminada na medida em que é inquantificável; argumentos de que a ilusão é determinada pelo sentimento popular (ou seja, "quase ninguém acredita que ele ou ela é feito de queijo e, portanto, essa crença é uma ilusão") levaria à conclusão de que, por exemplo, a afirmação de Alfred Wegener de drift era uma ilusão, uma vez que foi descartado por décadas depois de ter sido feito.

### Nietzsche e a indeterminação da "coisa em si"
Críticas relevantes à formulação original de Kant da "coisa em si" podem ser encontradas nas obras de Friedrich Wilhelm Nietzsche que argumentou contra o que ele considerava ser a natureza indeterminada de conceitos como a ideia platônica, o sujeito, o númeno kantiano, a oposição da "aparência" à "realidade", etc. Nietzsche argumentou concisamente contra o númeno de Kant em seu On Truth and Lies in a Nonmoral Sense do seguinte modo:
"A 'coisa em si' (que é precisamente o que seria a pura verdade, fora qualquer de suas consequências) é igualmente algo incompreensível para o criador da linguagem e algo pelo qual não vale a pena lutar."
Em seu Além do bem e do mal, Nietzsche argumenta contra o "significado enganoso das palavras" e sua produção de uma "coisa em si":
“Repito, porém, uma centena de vezes, que a ‘certeza imediata’, assim como o ‘conhecimento absoluto’ e a ‘coisa em si’, envolvem uma CONTRADICTIO IN ADJECTO; devemos realmente nos libertar do significado enganoso de palavras!"
Além disso, Nietzsche argumentou contra tais singularidades como o átomo nos modelos científicos de sua época em A vontade de poder :
"Apesar de todo o seu desapego e liberdade de emoção, nossa ciência ainda é um tolo dos hábitos linguísticos; ela nunca se livrou daqueles changelings chamados 'sujeitos'. O átomo é um desses changelings, outro é a 'coisa-em-si' kantiana."

### Aproximação versus igualdade
O conceito de algo que é inacessível, mas sempre mais próximo, levou a uma rejeição por filósofos como Nietzsche do conceito de igualdade exata em geral em favor do de semelhança aproximada:
“Cada palavra torna-se instantaneamente um conceito, precisamente na medida em que não deve servir como lembrança da experiência original única e inteiramente individual à qual deve sua origem; mas, ao contrário, uma palavra torna-se um conceito na medida em que simultaneamente tem que se encaixar em incontáveis casos mais ou menos semelhantes – o que significa, pura e simplesmente, casos que nunca são iguais e, portanto, totalmente desiguais."
"O que é então a verdade? Uma série móvel de metáforas, metonímias e; antropomorfismos: em suma, uma soma de relações humanas que foram poética e retoricamente intensificadas, transferidas e embelezadas, e que, após longo uso, parecem a um povo fixas, canônicas e vinculantes. As verdades são ilusões que esquecemos que são ilusões - são metáforas que se desgastaram e foram drenadas de força sensual, moedas que perderam seu relevo e agora são consideradas como metal e não mais como moedas."
Se alguém afirma uma equação entre duas coisas, afirma, com efeito, que elas são a mesma coisa. Pode-se argumentar que isso não pode ser verdade, uma vez que se considerará as propriedades que os dois lados da equação compartilham – aquilo que os torna “iguais” – mas também podemos considerá-los, e os consideramos, como dois conceitos separados. Mesmo em um enunciado matemático tão simples quanto "x=x", encontramos diferenças fundamentais entre os dois "x"es considerados: em primeiro lugar, que existem dois "x"es distintos, na medida em que não ocupam o mesmo espaço neste página nem na própria mente. Caso contrário, haveria apenas um "x". Em segundo lugar, se duas coisas fossem absolutamente iguais em todos os aspectos possíveis, então não haveria necessariamente razão para considerar sua igualdade. Nada poderia levar alguém a considerar a possibilidade ou impossibilidade de sua igualdade se não houvesse propriedades não compartilhadas entre "eles", pois necessariamente não haveria qualquer relação entre eles. Em terceiro lugar, e mais importante, se duas coisas fossem iguais em todos os aspectos possíveis, não seriam necessariamente duas coisas, mas a mesma coisa, pois não haveria diferença para separá-las.
Em exemplos tão estranhos como este, as diferenças entre duas coisas aproximadamente iguais podem ser realmente muito pequenas, e certamente é verdade que elas são bastante irrelevantes para a maioria das discussões. A aceitação da propriedade reflexiva ilustrada acima levou a descobertas matemáticas úteis que influenciaram a vida de quem lê este artigo em um computador. Mas em um exame da possibilidade de determinação de qualquer conceito possível, diferenças como essa são extremamente relevantes, uma vez que aquela qualidade que poderia tornar duas coisas separadas "iguais" parece ser indeterminada.

### Indeterminação de significado e tradução
Para um determinado "meme" exibir replicação e herdabilidade – isto é, para que ele seja capaz de fazer uma cópia imperfeita de si mesmo, o que é mais provável de compartilhar qualquer característica com seu meme "pai" do que com algum membro aleatório da "população" geral de memes – deve, de alguma forma, ser mutável, uma vez que a replicação memética ocorre por meio da imitação conceitual humana e não por meio de processos moleculares discretos que governam a replicação genética. Se uma declaração gerar cópias de si mesma que não diferem significativamente dela, esse processo de cópia seria descrito com mais precisão como "duplicação" do que como "replicação", e seria incorreto chamar essas declarações de "memes" ; o mesmo seria verdade se as declarações "filho" não herdassem visivelmente uma proporção substancial de seus traços de suas declarações "pais". Em outras palavras, se um meme é definido grosseiramente (e um tanto arbitrariamente) como um enunciado (ou como uma coleção de enunciados, como as "formações discursivas" de Foucault) que herda algumas, mas não todas, de suas propriedades (ou elementos de sua definição) de seus memes "pais" e que se auto-replica, então a indeterminação da definição pode ser vista como vantajosa para a replicação memética, uma vez que uma rigidez absoluta de definição impediria a adaptação memética.

### A indeterminação dopharmakon- entrePlatãode Derrida
A indeterminação foi discutida em um dos primeiros trabalhos de Jacques Derrida, Plato's Pharmacy (1969), uma leitura do Fedro e Fédon de Platão . Platão escreve sobre uma conversa fictícia entre Sócrates e um aluno, na qual Sócrates tenta convencer o aluno de que a escrita é inferior à fala. Sócrates usa o mito egípcio da criação da escrita de Thoth para ilustrar seu ponto. Segundo a história, Thoth apresenta sua invenção ao deus-rei do Alto Egito para julgamento. Após sua apresentação, Thoth oferece roteiro como um pharmakon para o povo egípcio. A palavra grega pharmakon representa um dilema para os tradutores: é tanto um remédio quanto um veneno. Na oferta de um pharmakon, Thoth o apresenta como seu verdadeiro significado: um dano e um benefício. O deus-rei, no entanto, recusa a invenção. Através de vários raciocínios, ele determina que o pharmakon da escrita é uma coisa ruim para o povo egípcio. O pharmakon, o indecidível, foi devolvido decidido. O problema, como raciocina Derrida, é este: uma vez que a palavra pharmakon, no grego original, significa tanto um remédio quanto um veneno, não pode ser determinada como totalmente remédio ou totalmente veneno. Amon rejeitou a escrita como totalmente venenosa na recontagem de Sócrates do conto, fechando assim as outras possibilidades.

### Foucault e a indeterminação da loucura
O filósofo Michel Foucault escreveu sobre a existência de tais problemas de definição precisa no próprio conceito de loucura – uma aproximação muito grosseira de seu argumento pode ser encontrada no livro do falecido comentarista social e jornalista Hunter S. Thompson, Kingdom of Fear :
"A única diferença entre o Sane e o Insane, é IN e ainda dentro deste mundo, o Sane tem o poder de prender o Insane."
Outro resumo do argumento original de Foucault contra a indeterminação do conceito de insanidade em seu Madness and Civilization pode ser encontrado no seguinte trecho do Literature, Arts, and Medicine Database :
"Central para isso é a noção de confinamento como um exercício significativo. A história de Foucault explica como os loucos foram primeiro confinados; como passaram a ser identificados como confinados devido a fatores morais e econômicos que determinaram quem deveria ser confinado; como foram percebidos como perigosos pelo confinamento, em parte por meio de identificação atávica com os leprosos cujo lugar vieram a ocupar; como foram 'libertados' por Pinel e Tuke, mas em sua libertação permaneceram confinados, tanto fisicamente em manicômios quanto na designação de loucos; e como esse confinamento foi posteriormente encenado na figura do psiquiatra, cuja prática é 'uma certa tática moral contemporânea do final do século XVIII, preservada nos ritos da vida manicomial e recoberta pelos mitos do positivismo'. A ciência e a medicina, notadamente, vêm nos estágios posteriores, como práticas 'elaboradas uma vez que essa divisão' entre o louco e o são (ix)."
Em A Arqueologia do Conhecimento, Foucault aborda diretamente a indeterminação ao discutir a origem do significado dos conceitos:
"Foucault dirige sua análise para o 'enunciado', a unidade básica do discurso que ele acredita ter sido ignorada até agora. 'Statement' é a tradução inglesa do francês énoncé (aquilo que é enunciado ou expresso), que tem um significado peculiar para Foucault. 'Énoncé' para Foucault significa aquilo que faz proposições, enunciados ou atos de fala significativos. Nesse entendimento, os enunciados em si não são proposições, enunciados ou atos de fala. Em vez disso, as declarações criam uma rede de regras que estabelecem o que é significativo, e são essas regras que são as pré-condições para que proposições, enunciados ou atos de fala tenham significado. As declarações também são 'eventos'. Dependendo se eles cumprem ou não as regras de significado, uma frase gramaticalmente correta ainda pode não ter significado e, inversamente, uma frase incorreta ainda pode ter significado. Os enunciados dependem das condições em que surgem e existem dentro de um campo de discurso. São enormes coleções de enunciados, chamados de formações discursivas, para as quais Foucault dirige sua análise.

 [. . . ]

 Em vez de procurar um significado mais profundo sob o discurso ou procurar a fonte de significado em algum sujeito transcendental, Foucault analisa as condições de existência para o significado. A fim de mostrar os princípios da produção de sentido em várias formações discursivas, ele detalha como as afirmações de verdade emergem durante várias épocas com base no que foi realmente dito e escrito durante esses períodos de tempo."
A diferença descrita por Foucault entre o são e o louco tem efeitos observáveis e muito reais em milhões de pessoas diariamente e pode ser caracterizada em termos desses efeitos, mas também pode servir para ilustrar um efeito particular da indeterminação da definição: ou seja,, que na medida em que o público em geral tende a não caracterizar ou definir a loucura em termos muito precisos, ele tende, segundo Foucault, a confinar desnecessariamente e arbitrariamente alguns de seus membros em bases irracionais. Quanto menos precisamente tais estados como "insanidade" e "criminalidade" são definidos em uma sociedade, mais provável é que a sociedade deixe de continuar ao longo do tempo para descrever os mesmos comportamentos como característicos desses estados (ou, alternativamente, para caracterizar tais estados). estados em termos dos mesmos comportamentos).

### Indeterminação na análise do discurso
Steve Hoenisch afirma em seu artigo Interpretation and Indeterminacy in Discourse Analysis que "[O] significado exato do enunciado de um falante em uma troca contextualizada é muitas vezes indeterminado. No contexto da análise da troca professor-aluno, defenderei a superioridade da linguística interacional sobre a teoria dos atos de fala porque reduz a indeterminação e produz uma interpretação mais baseada em princípios [...]".

### Indeterminação e consciência
Richard Dawkins, que cunhou o termo meme na década de 1970, descreveu o conceito de fé em seu documentário Root of All Evil? como "o processo de não-pensar". No documentário, ele usou a analogia de Bertrand Russell entre um bule de chá orbitando o sol (algo que não pode ser observado porque o brilho do sol o obscureceria mesmo da melhor visão do telescópio) e o objeto da fé (neste caso em particular)., Deus) para explicar que uma ideia altamente indeterminada pode se auto-replicar livremente: "Todo mundo na sociedade tinha fé no bule. Histórias do bule foram transmitidas por gerações como parte da tradição da sociedade. Existem livros sagrados sobre o bule."

Em Darwin's Dangerous Idea, Daniel Dennett argumenta contra a existência de significado determinado (neste caso, da experiência subjetiva da visão para sapos) por meio de uma explicação de sua indeterminação no capítulo intitulado The Evolution of Meanings, na seção The Quest for Real Significados :
"A menos que houvesse variação 'sem sentido' ou 'indeterminada' nas condições desencadeantes dos olhos de vários sapos, não poderia haver matéria-prima [...] para a seleção de um novo propósito para agir. A indeterminação que Fodor (e outros) vê como uma falha [...] é na verdade uma previsão para tal evolução [de "propósito"]. A ideia de que deve haver algo determinado que o olho do sapo realmente significa – alguma proposição possivelmente desconhecida em froggish que expressa exatamente o que o olho do sapo está dizendo ao cérebro do sapo – é apenas essencialismo aplicado ao significado (ou função). O significado, como a função da qual depende tão diretamente, não é algo determinado em seu nascimento. [. . . ]"
Dennet argumenta, controversamente, contra qualia em Consciousness Explained . Os qualia são atacados de várias direções ao mesmo tempo: ele sustenta que eles não existem (ou que são muito mal definidos para desempenhar qualquer papel na ciência, ou que são realmente outra coisa, ou seja, disposições comportamentais). Eles não podem ter simultaneamente todas as propriedades atribuídas a eles pelos filósofos – incorrigíveis, inefáveis, privadas, diretamente acessíveis e assim por diante. A teoria dos múltiplos rascunhos é aproveitada para mostrar que os fatos sobre qualia não são definitivos. Os críticos objetam que os próprios qualia são subjetivamente bastante claros e distintos para si mesmo.
A natureza auto-replicante dos memes é uma explicação parcial da recorrência de indeterminações na linguagem e no pensamento  . As amplas influências do platonismo e do kantismo na filosofia ocidental podem ser parcialmente atribuídas às indeterminações de alguns de seus conceitos mais fundamentais (a saber, a Ideia e o Númeno, respectivamente).
Para um determinado meme exibir replicação e herdabilidade – isto é, para que ele seja capaz de fazer uma cópia imperfeita de si mesmo, o que é mais provável de compartilhar qualquer característica com seu meme "pai" do que com algum membro aleatório da "população" geral de memes – deve, de alguma forma, ser mutável, uma vez que a replicação memética ocorre por meio da imitação conceitual humana e não por meio de processos moleculares discretos que governam a replicação genética. (Se uma declaração gerar cópias de si mesma que não diferem significativamente dela, esse processo de cópia seria descrito com mais precisão como "duplicação" do que como "replicação", e seria incorreto chamar essas declarações de "memes" ; o mesmo seria verdade se as declarações "filho" não herdassem visivelmente uma proporção substancial de seus traços de suas declarações "pais". ) Em outras palavras, se um meme é definido grosseiramente (e um tanto arbitrariamente) como um enunciado (ou como uma coleção de enunciados, como as "formações discursivas" de Foucault) que herda algumas, mas não todas, de suas propriedades (ou elementos de sua definição) de seus memes "pais" e que se auto-replica, então a indeterminação da definição pode ser vista como vantajosa para a replicação memética, uma vez que uma rigidez absoluta de definição impediria a adaptação memética.
É importante notar que a indeterminação na linguística pode ser parcialmente derrotada pelo fato de que as línguas estão sempre mudando. No entanto, o que toda a linguagem e suas mudanças coletadas continuam a refletir às vezes ainda é considerado indeterminado.

### Crítica
Pessoas de fé sustentam que a fé "é a base de todo conhecimento". O artigo da Wikipédia sobre fé afirma que "é preciso supor, acreditar ou ter fé na credibilidade de uma pessoa, lugar, coisa ou ideia para ter uma base para o conhecimento ". Desta forma, o objeto da fé de alguém é semelhante ao númeno de Kant. Isso busca  fazer uso direto da indeterminação do objeto de sua fé como suporte probatório de sua existência: se o objeto de sua fé fosse provado existir (ou seja,se não fosse mais de definição indeterminada, ou se não fosse mais inquantificável, etc.), então a fé nesse objeto não seria mais necessária; argumentos de autoridade como os mencionados acima também não seriam; tudo o que seria necessário para provar sua existência seria evidência científica. Assim, se a fé deve ser considerada como uma base confiável para o conhecimento, as pessoas de fé parecem, com efeito, afirmar que a indeterminação não é apenas necessária, mas boa.

## Indeterminação em novas teorias físicas
A ciência geralmente tenta eliminar definições vagas, entidades causalmente inertes e propriedades indeterminadas, por meio de observação adicional, experimentação, caracterização e explicação. A navalha de Occam tende a eliminar entidades causalmente inertes de modelos funcionais de fenômenos quantificáveis, mas alguns modelos quantitativos, como a mecânica quântica, na verdade implicam certas indeterminações, como a relativa indeterminação das posições das partículas quânticas com a precisão com que seus momentos podem ser medidos (e vice versa). (Veja o princípio da indeterminação de Heisenberg.
Um ardente defensor da possibilidade de uma teoria unificadora final (e, portanto, sem dúvida, da possibilidade do fim de algumas indeterminações atuais) na física, Steven Weinberg, afirmou em entrevista à PBS que:
"Às vezes as pessoas dizem que certamente não há uma teoria final porque, afinal, toda vez que damos um passo em direção à unificação ou simplificação, sempre encontramos mais e mais complexidade. Isso significa apenas que ainda não o encontramos. Os físicos nunca pensaram que tinham a teoria final."
O artigo da Wikipedia sobre a possibilidade de tal " teoria de tudo" observa que:
"Outras possibilidades que podem frustrar a capacidade explicativa de uma teoria do tudo podem incluir a sensibilidade às condições de contorno do universo, ou a existência de caos matemático em suas soluções, tornando suas previsões precisas, mas inúteis."
A teoria do caos argumenta que a previsão precisa do comportamento de sistemas complexos se torna impossível devido à incapacidade do observador de reunir todos os dados necessários. Até agora, parece inteiramente possível que nunca haja qualquer "teoria final" de todos os fenômenos, e que, em vez disso, as explicações possam gerar explicações cada vez mais complexas e exatas dos novos fenômenos descobertos pela experimentação atual. Nesse argumento, a "indeterminação" ou "coisa em si" é a "explicação final" que jamais será alcançada; isso pode ser comparado ao conceito de limite no cálculo, em que as quantidades podem se aproximar, mas nunca atingir, um determinado limite em determinadas situações.

### Crítica
Os proponentes de um universo determinístico criticaram várias aplicações do conceito de indeterminação nas ciências; por exemplo, Albert Einstein afirmou uma vez que "Deus não joga dados" em um argumento sucinto (mas agora impopular) contra a teoria da indeterminação quântica, que afirma que as ações de partículas de massa ou energia extremamente baixas são imprevisíveis porque a interação de um observador com eles muda suas posições ou momentos. (Os "dados" na metáfora de Einstein referem-se às probabilidades de que essas partículas se comportem de maneiras particulares, que é como a mecânica quântica tratou do problema).
A princípio pode parecer que se poderia fazer uma crítica do ponto de vista biológico em que uma ideia indeterminada pareceria não ser benéfica para a espécie que a possui.  Um forte contra-argumento, no entanto, é que nem todas as características exibidas por organismos vivos serão vistas a longo prazo como evolutivamente vantajosas, dado que as extinções ocorrem regularmente e que as características fenotípicas muitas vezes desapareceram completamente– em outras palavras, um meme indeterminado pode, a longo prazo, demonstrar seu valor evolutivo para a espécie que o produziu em qualquer direção; os humanos são, até agora, a única espécie conhecida a fazer uso de tais conceitos. Pode-se também argumentar que a imprecisão conceitual é uma inevitabilidade, dada a capacidade limitada do sistema nervoso humano. Simplesmente não temos neurônios suficientes para manter conceitos separados para "cachorro com 1.000.000 de pêlos", "cachorro com 1.000.001 de pêlos" e assim por diante. Mas a imprecisão conceitual não é indeterminação metafísica . 

## Conceitos sinônimos em filosofia
Incerteza e indeterminação são palavras para essencialmente o mesmo conceito em ambos mecânica quântica. Não quantificabilidade, e indefinibilidade (ou indefinibilidade) também pode ser sinônimo de indeterminação. Na ciência, a indeterminação às vezes pode ser intercambiável com improvabilidade ou imprevisibilidade. Além disso, qualquer coisa inteiramente inobservável pode ser considerada indeterminada, pois não pode ser caracterizada com precisão.